# Lambornia
Lambornia là một chi bướm đêm thuộc họ Geometridae.